# حناذ (ذي السفال)

تعديل مصدري - تعديل

حناذ محلة تابعة لقرية الدلو، التابعة لعزلة العداني بمديرية ذي السفال إحدى مديريات محافظة إب في الجمهورية اليمنية، بلغ تعداد سكانها 128 حسب تعداد اليمن لعام 2004.